# Germano Boettcher Sobrinho
Germano Boettcher Sobrinho (Rio de Janeiro, 1911. március 14. – Rio de Janeiro, 1977. június 9.) brazil labdarúgókapus.